# Kirchenruine San Gaudenzio

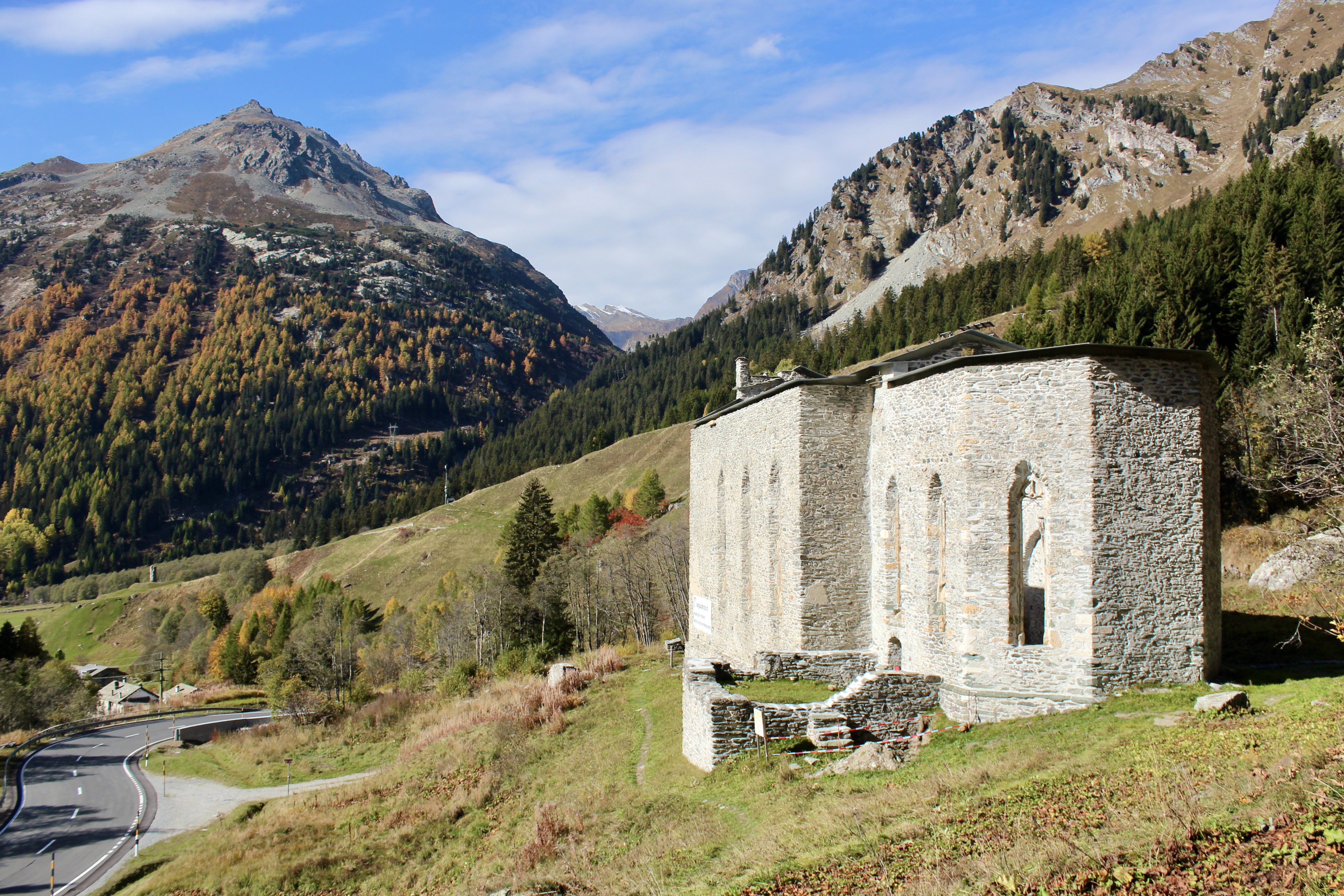
Blick nach Westen

Die Kirchenruine San Gaudenzio steht nordöstlich oberhalb des Dorfes Casaccia im Bergell im schweizerischen Kanton Graubünden an der Strasse zum Malojapass. Mit 26 Metern innerer Gesamtlänge gehört San Gaudenzio zu den grössten spätgotischen Bauten Graubündens. Die Liegenschaft gehört der Gemeinde Bregaglia.

## Name
Auf welchen Gaudentius sich das Patrozinium bezieht, ist nicht eindeutig geklärt. Es scheint sich um einen Lokalheiligen zu handeln, in dessen Vita auch Elemente aus dem Leben des heiligen Gaudentius von Novara (327–418)  einflossen. In der Legende – erstmals erwähnt 1520 im Breviarium Curiense  – missionierte er im 4. Jahrhundert im Bergell. In Casaccia soll er den Märtyrertod erlitten haben und mit dem Schwert hingerichtet worden sein.
Gemäss Ulrich Campell hob er nach der Hinrichtung sein Haupt auf und trug es bis zur Stelle, wo später die Kirche gebaut wurde. Seine Gebeine wurden in der Kirche beigesetzt. Als Martyriumstag galt der 7. Mai.

## Geschichte

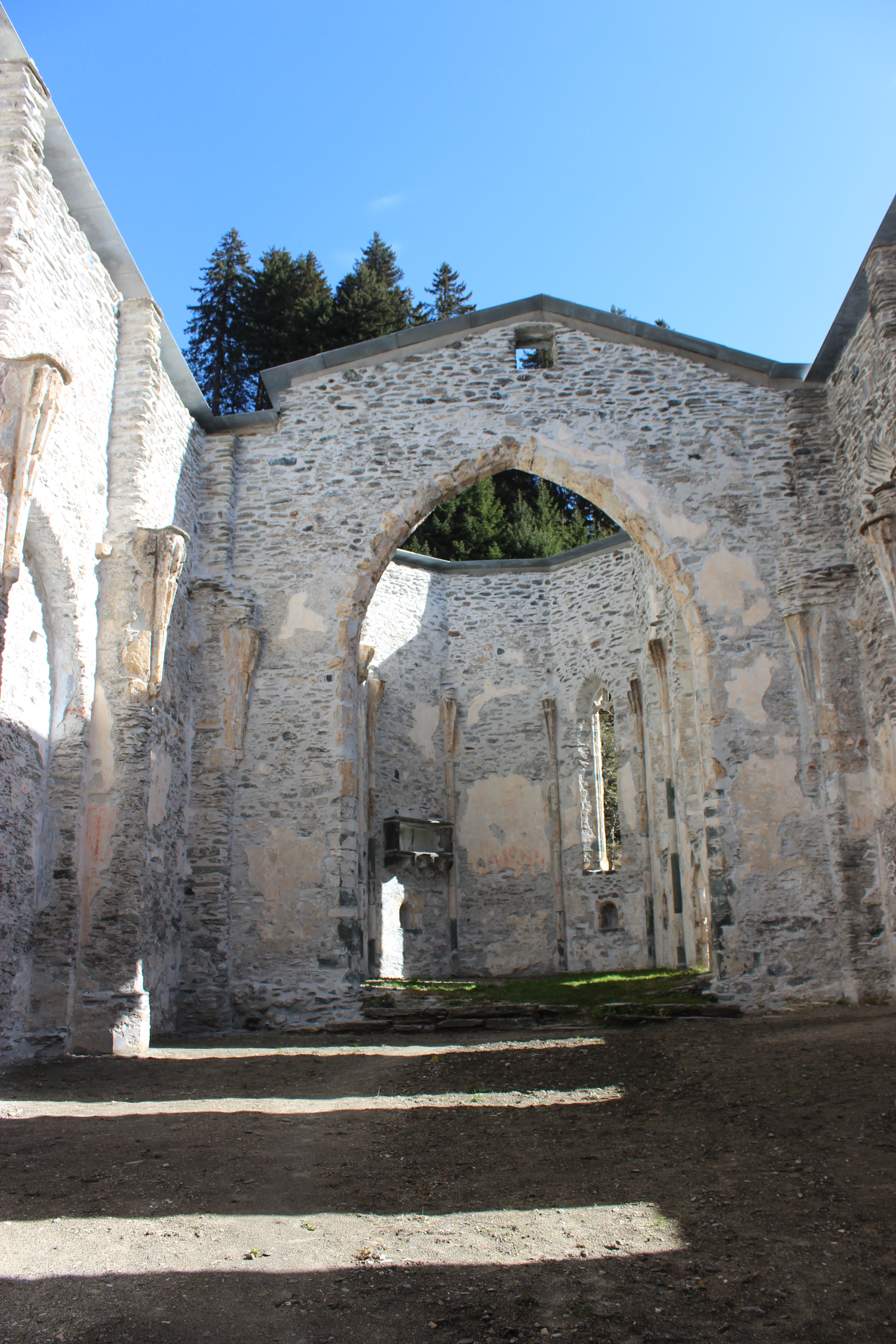
Blick zum Chor

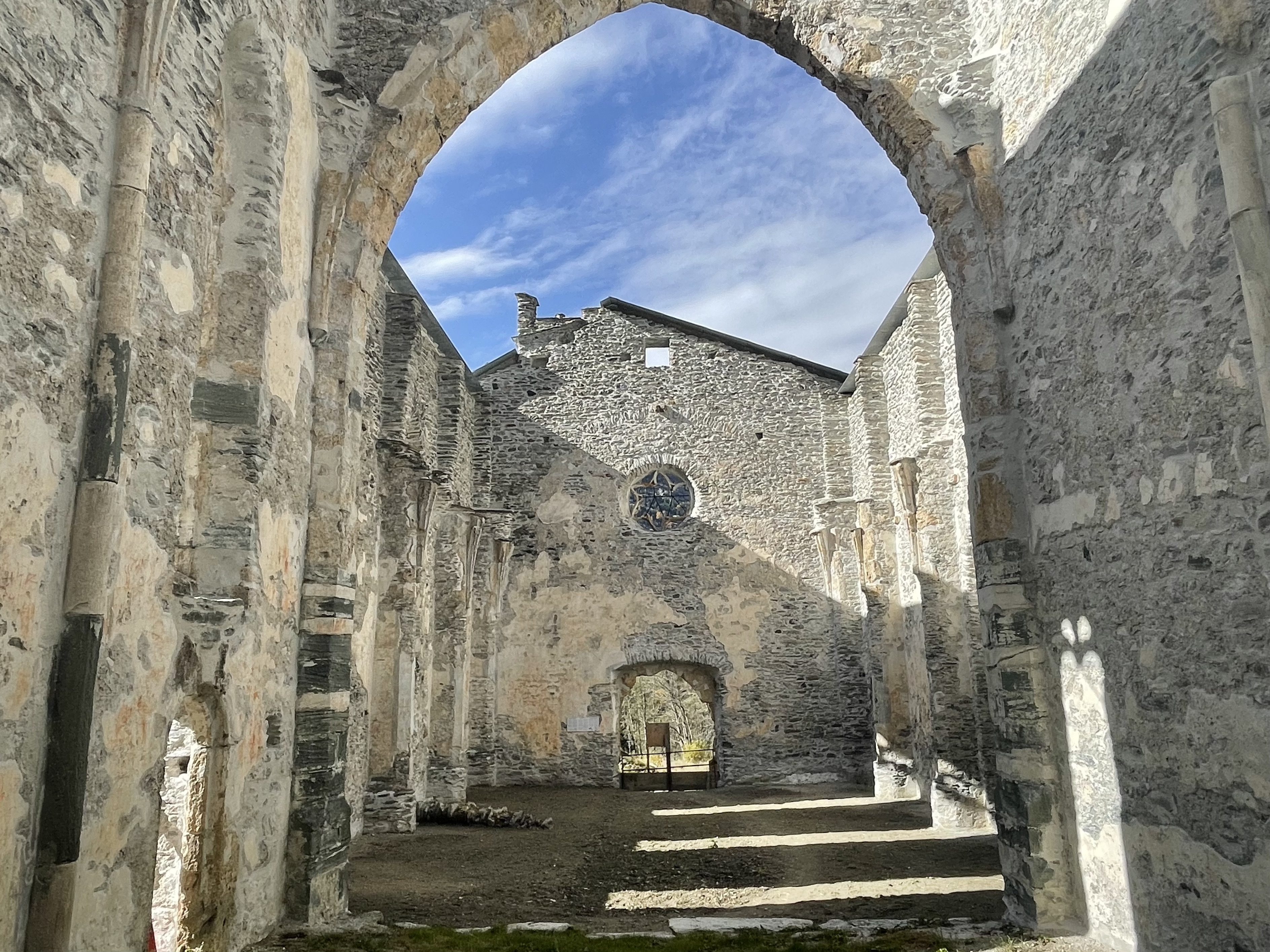
Blick zum Eingang

Erstmals erwähnt wird Titulus S. Gaudentii im Jahr  831 im Reichsguturbar als Besitz des Klosters von Pfäfers, dem es auch 1116 noch gehörte; Papst Urban IV. bestätigte dem Kloster den Besitz der Kirche. Am 14. April 1359 fand eine Neuweihe zu Ehren des heiligen Gaudentius und anderer Heiliger statt; Grund dafür dürfte ein Um- oder Neubau gewesen sein. 1412 und 1452 wurden Altäre geweiht. 1440 wird San Gaudenzio noch Pfäfers zugehörig geführt, 1460 erscheint die Kirche als Besitz der Talschaft Bergell.
1514 wurde die alte Kirche niedergelegt und ein Neubau in Angriff genommen, der am 13. Mai 1518 mit fünf Altären und einem Friedhof neu geweiht wurde. Der Baumeister ist nicht bekannt, in Frage kommt Bernhard von Puschlav. Die neue spätgotische Kirche war darauf für einige Jahrzehnte das Ziel zahlreicher Pilger, von denen einige an den Wänden ihre Inschriften hinterliessen.
1551, offenbar nach einer Predigt des in Vicosoprano tätigen Reformators Pietro Paolo Vergerio, drangen Einheimische in die Kirche ein, zerstörten Altäre und Heiligenbilder und erbrachen den Sarkophag des Gaudentius. Da im Dorf seit 1522 eine neue Kirche stand, diente San Gaudenzio bis 1739 noch als Begräbniskirche. Als auch im Dorf ein Friedhof angelegt wurde, begann die alte Kirche zu zerfallen.
Auf Anregung von Giovanni Giacometti wurden im Jahr 1925 erste Stabilisierungsarbeiten durchgeführt. Seit 2009 sind erneut Sicherungs- und Restaurierungsarbeiten im Gang. Die erste Etappe dauerte bis 2014.

## Bau

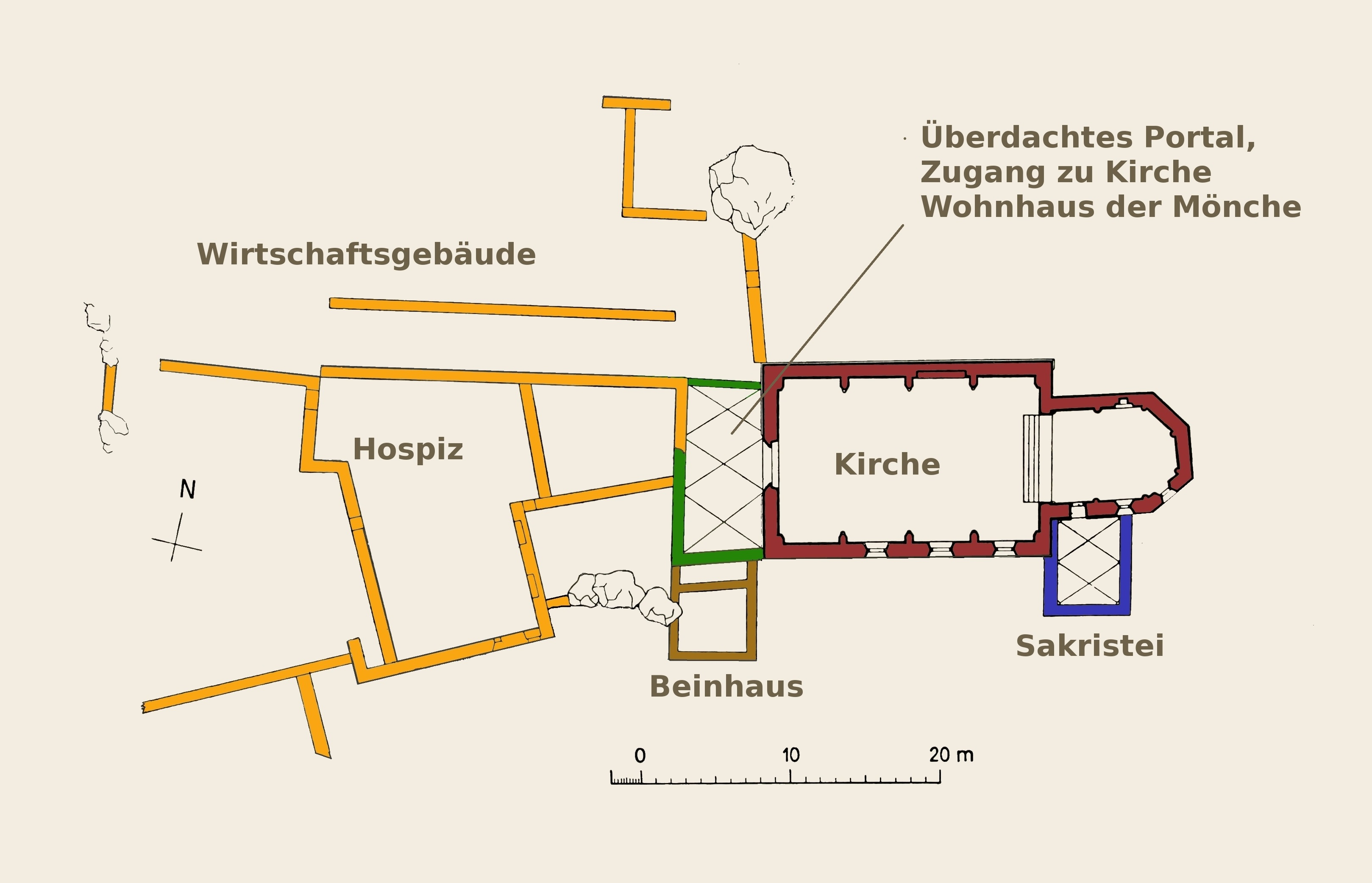
Plan der Anlage

Erhalten haben sich die Umfassungsmauern eines einschiffigen Langhauses mit Polygonalchor. An den abgeschrägten Innenstreben im Schiff und den Dreiviertelsäulen im Chor sind die Ansätze eines Rippengewölbes sichtbar.
In der Südseite des Schiffs durchbrechen drei zweiteilige Fischblasen-Masswerkfenster die Wand. Die Nordseite ist fensterlos, aber im Innern in der Mitte mit einer grossen spitzbogenförmigen Wandnische versehen, die vermutlich einen Seitenaltar umschloss. Auch das reich profilierte Eingangsportal aus ockergelber Rauwacke ist als Spitzbogen ausgeführt, darüber ein rundes Masswerkfenster mit Resten einer Rosette.
An der Nordwand des Chors ist neben einer Sakramentsnische auf 2,7 Meter Höhe der Wandsarkophag eingelassen, der die Gebeine des heiligen Gaudentius barg.
Links des Eingangs ist an der Nordwand eine 1925 aufgefundene Grabtafel angebracht. Sie trägt die Inschrift E MORTO C – RODOLFO SALICE 1559 26. Mai; ein Mitglied der Familie von Salis aus Soglio.
Im Westen war vor dem Eingang über die ganze Gebäudebreite der überdachte Zugang zur Kirche mit Pfarrwohnung. Westlich davon stehen die Fundamentmauern des Hospizes und von Ökonomiegebäuden. An der Südwand des Chors haben sich die Fundamente der Sakristei erhalten, die vom Chor aus zugänglich war. An der Südwestecke der Kirche stand das Beinhaus, worauf aufgefundene Knochenreste hinweisen.
Einen Turm gab es nicht, jedoch stand auf der Südseite des Daches oberhalb des Eingangs ein steinerner Glockenstuhl.

## Bilder

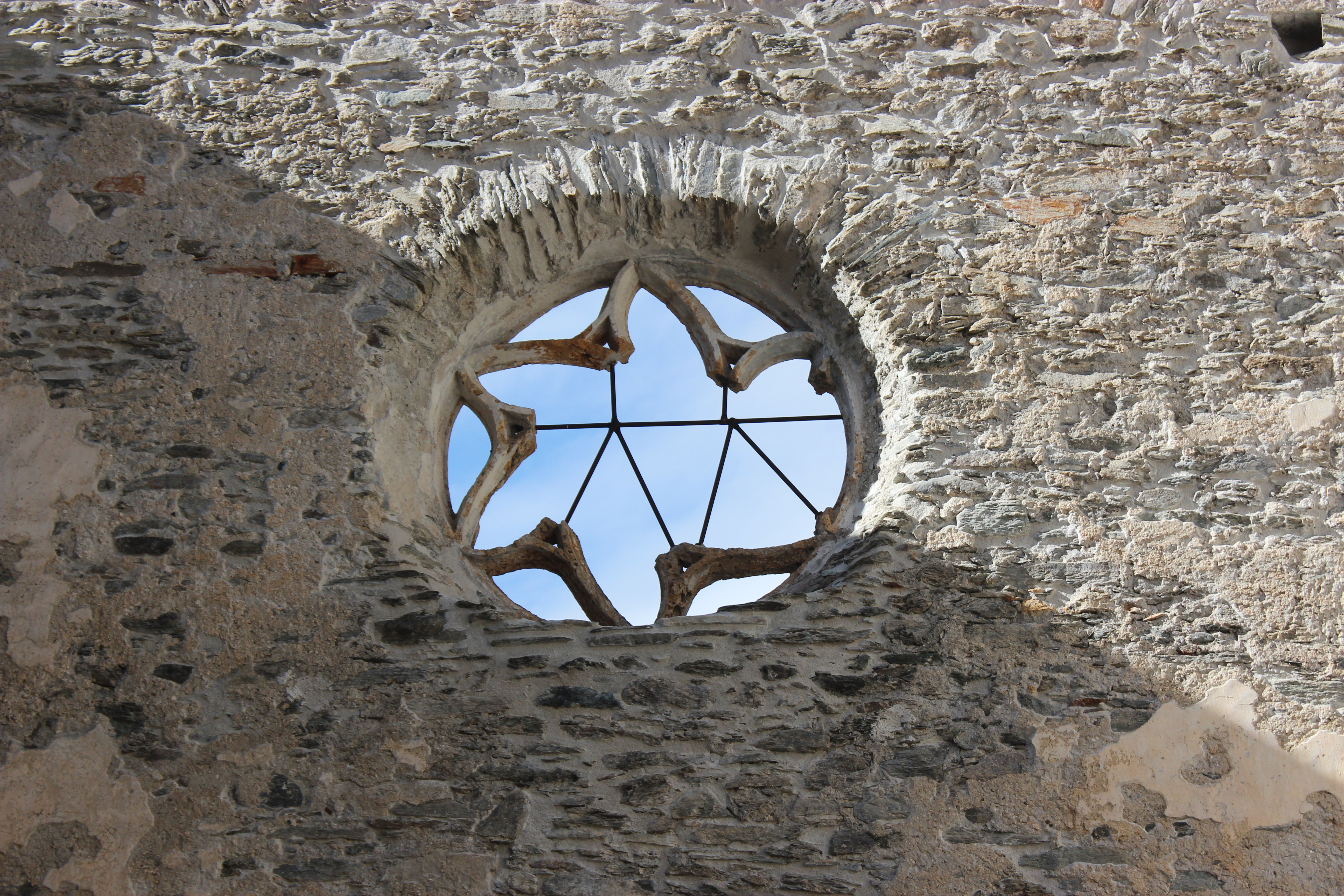
Rundfenster
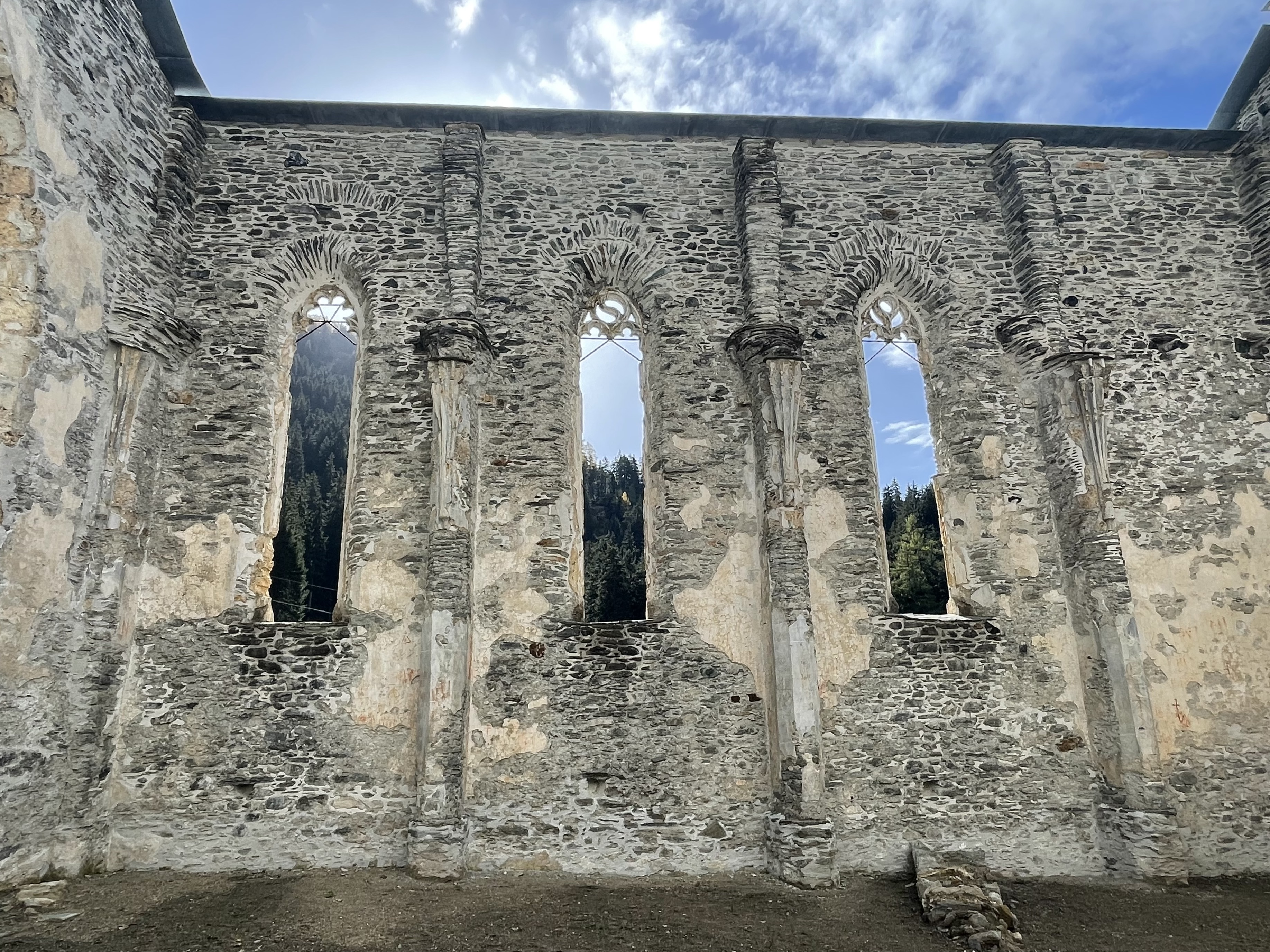
Masswerkfenster
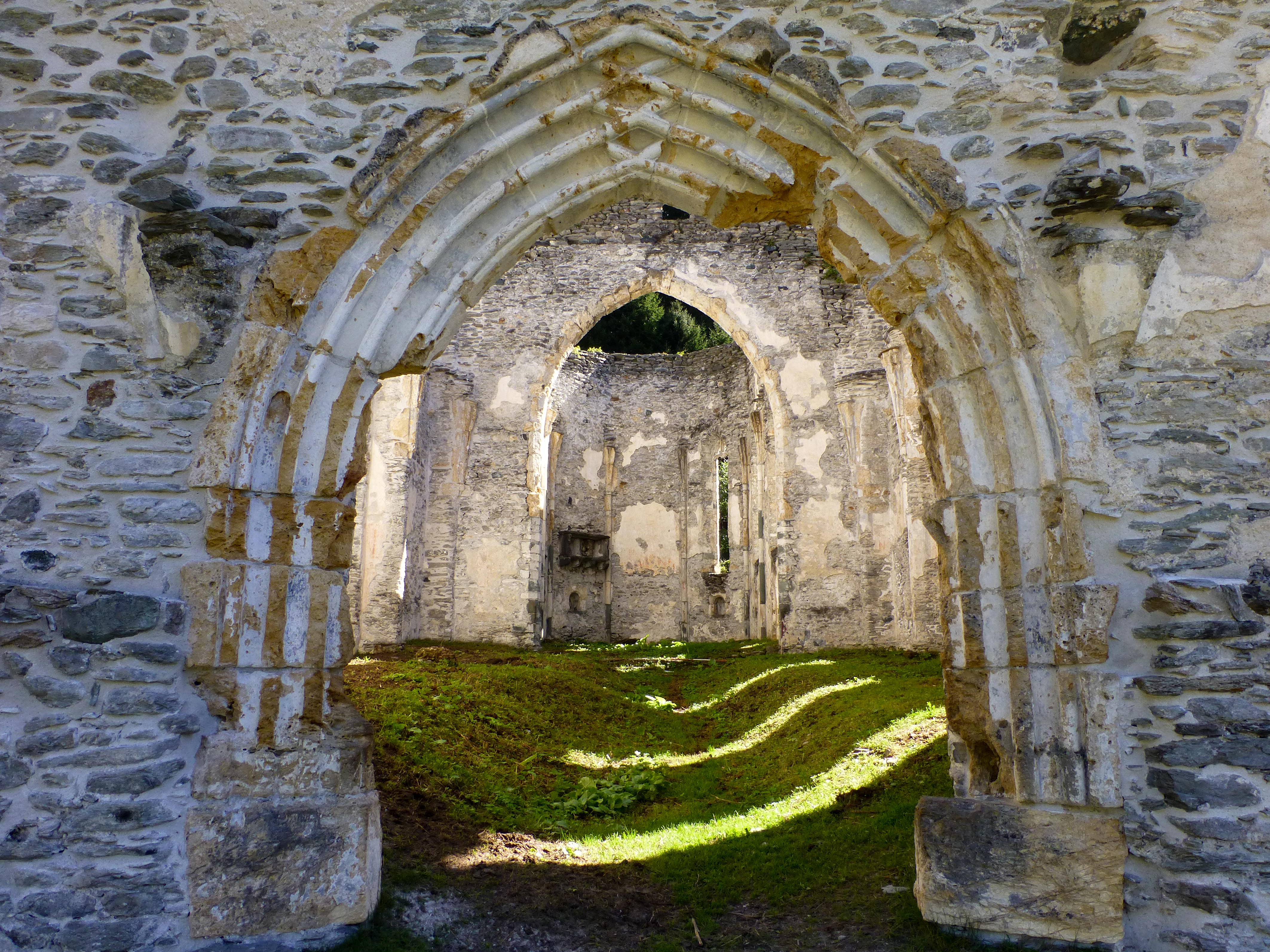
Eingang
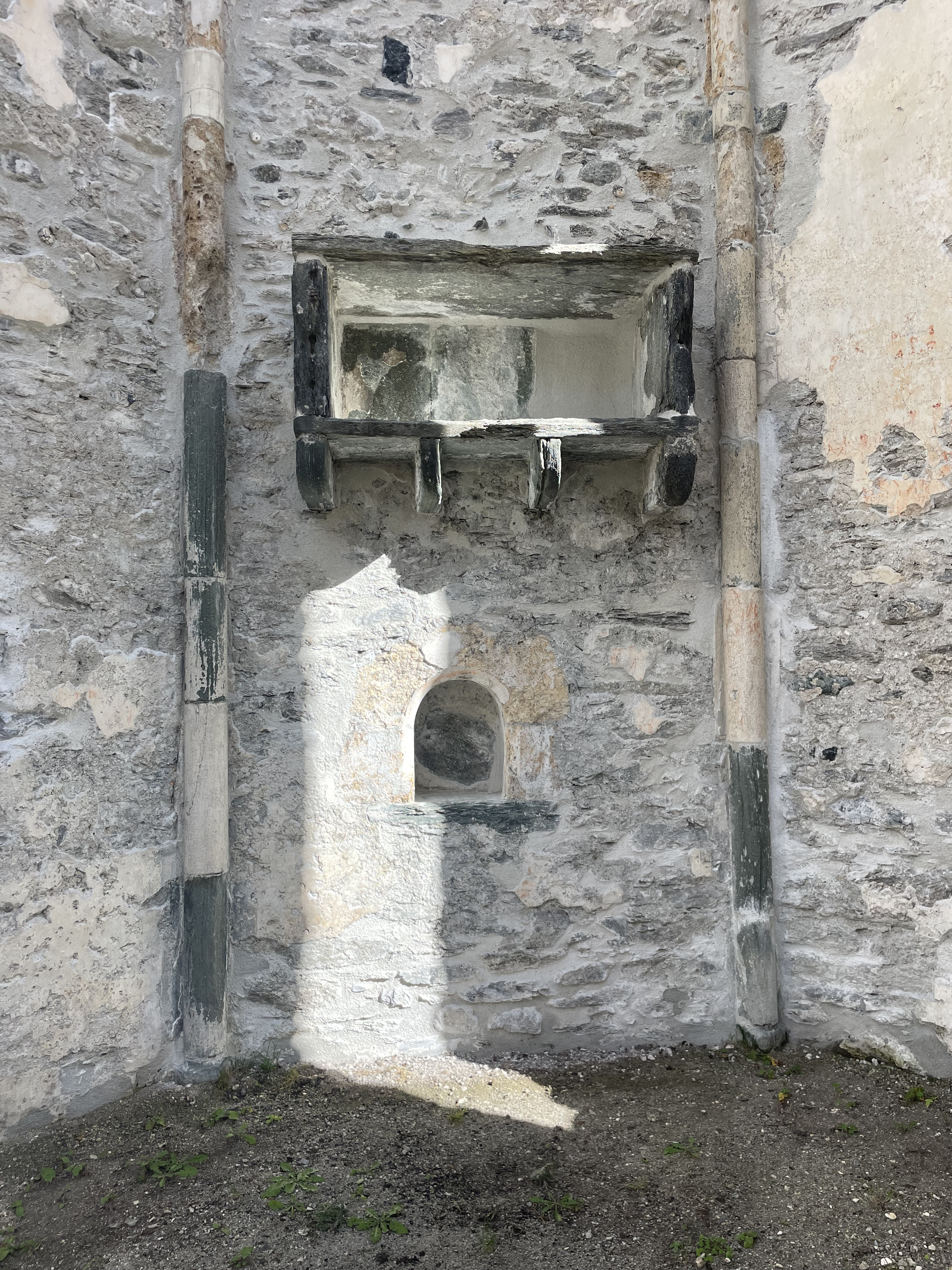
Wandsarkophag
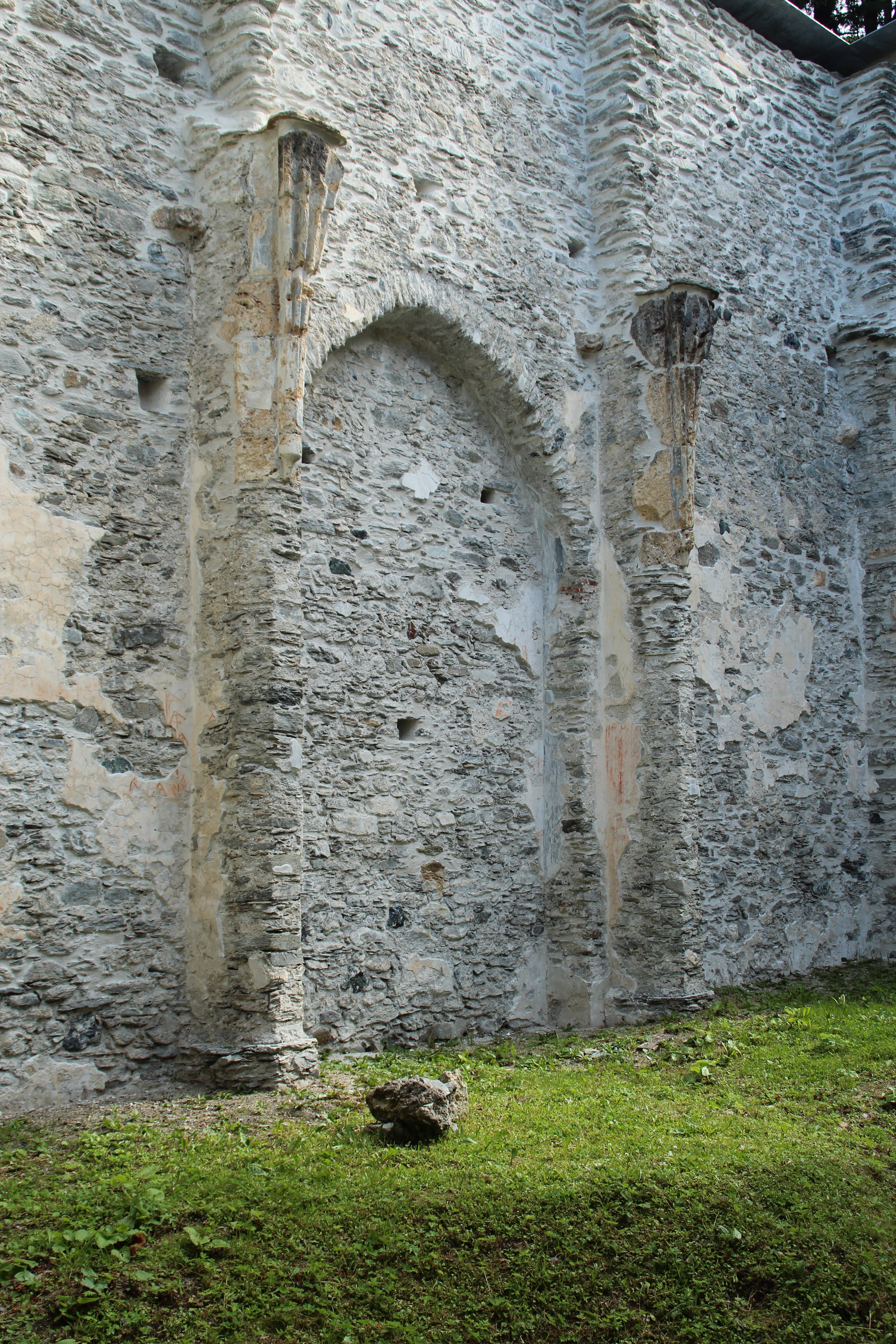
Nordwand
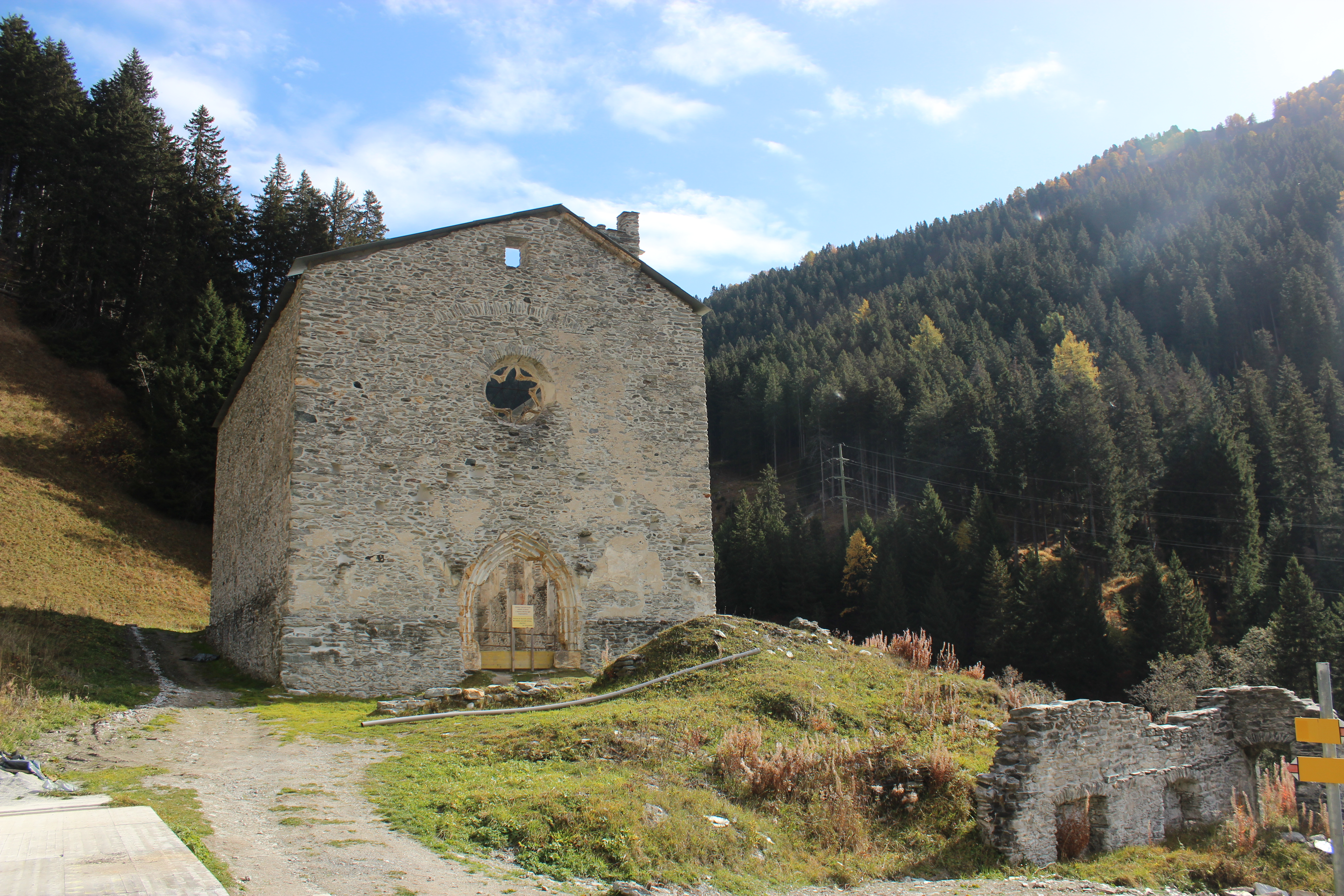
Ansicht von Westen
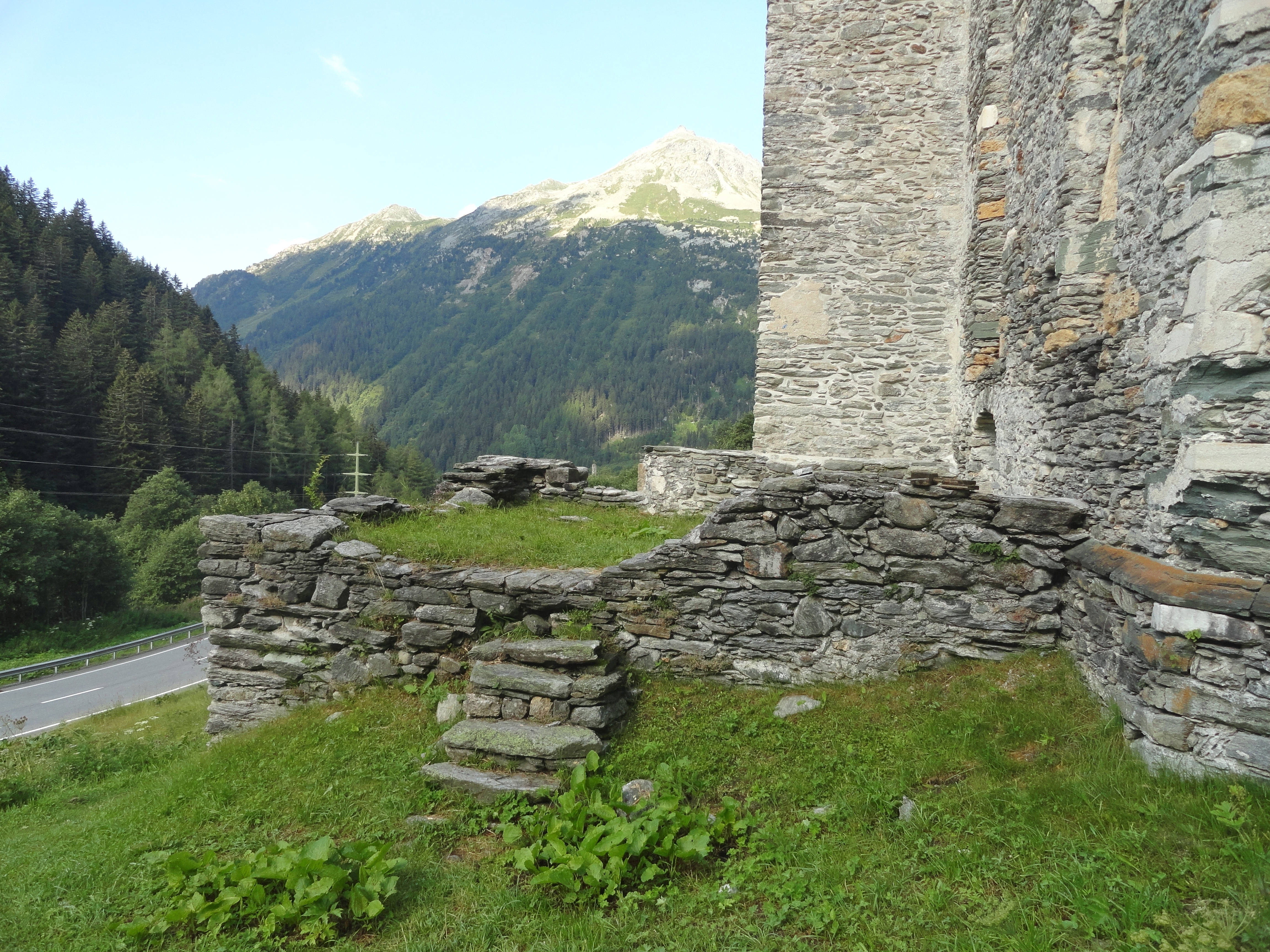
Reste der Sakristei
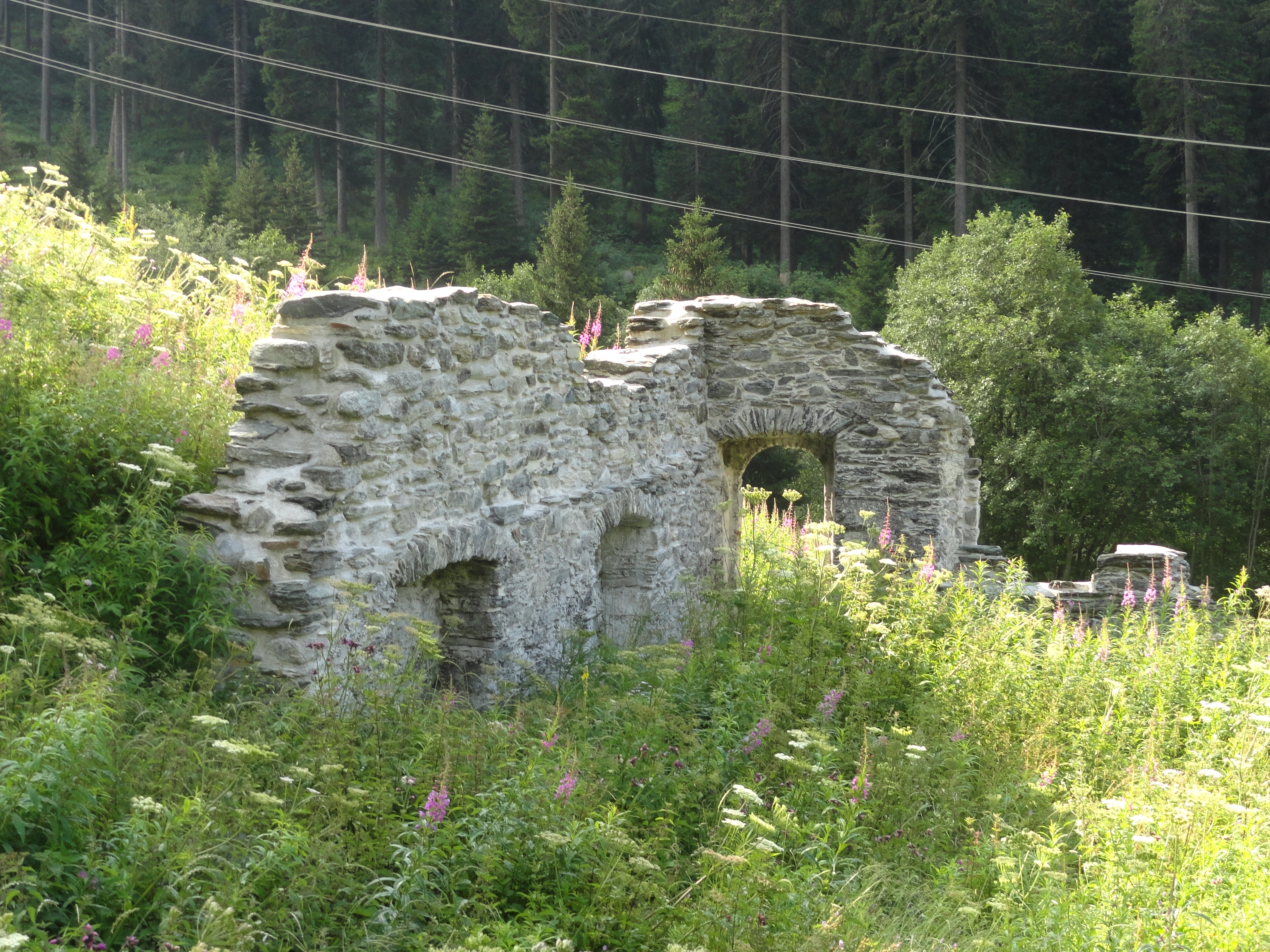
Ruinen des ehemaligen Hospizes

## Inschriften

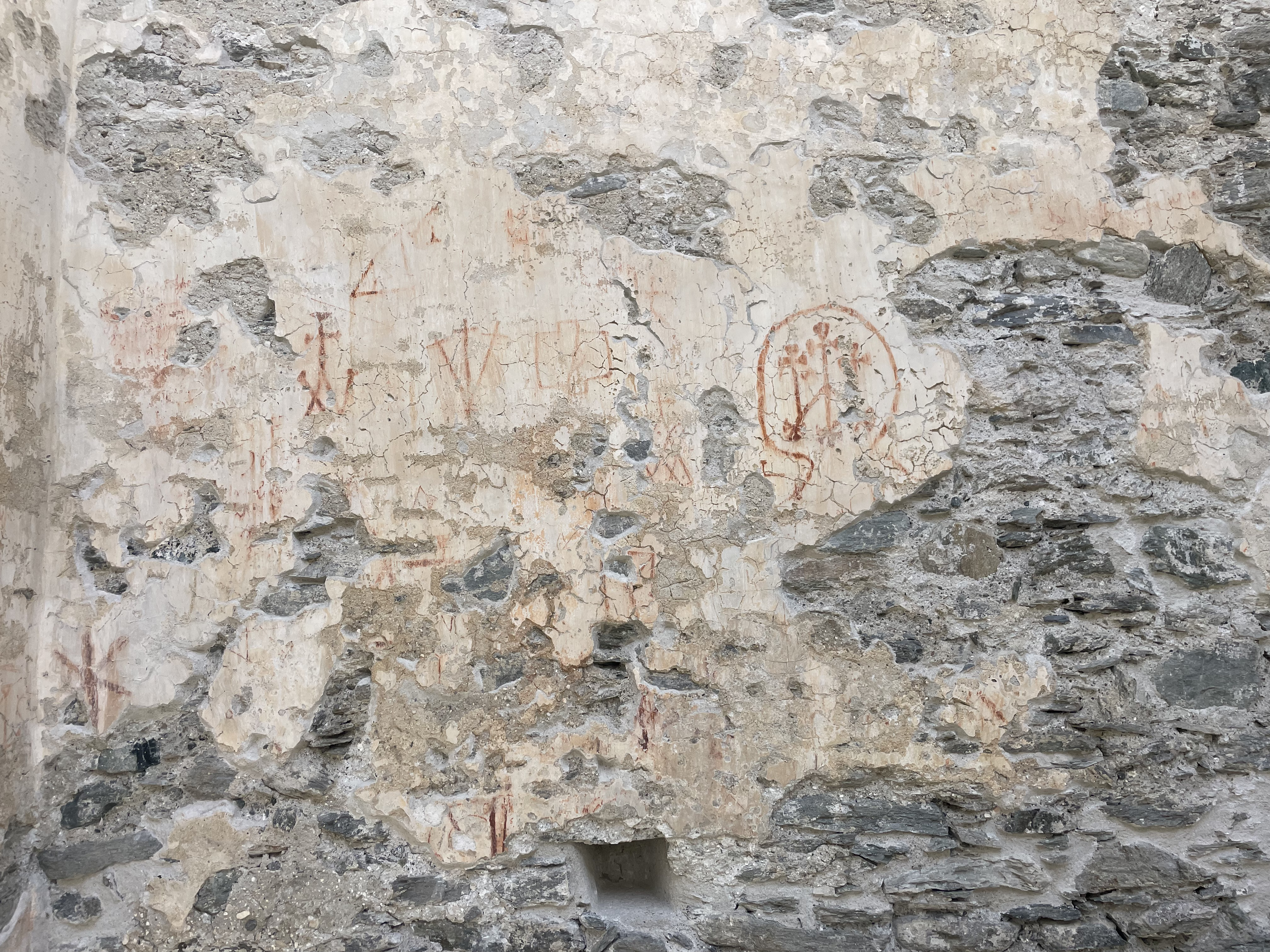
Innere Nordwand mit Rötelzeichnungen

Der Verputz im Innern hat sich teilweise erhalten. An den Schiffswänden, am Westportal und im Chor haben Pilger im Laufe der Jahrhunderte auf dem Verputz zahlreiche Rötelzeichnungen hinterlassen.
Die Zeichnungen sind mit den heutigen Graffiti zu vergleichen. Neben wenigen figürlichen Darstellungen herrschen kurze Schriftzüge, Jahreszahlen und Symbole vor.
Die Schriften sind schlecht lesbar, Gründe dafür sind undeutliche Handschriften, schlecht haftende Farbe und abgeblätterter Verputz. Eine Entzifferung der Inschriften ist bis auf einzelne Initialen nicht möglich. Auffallend ist die Konzentration auf die zweite Hälfte des 16. und das 17. Jahrhundert. Als älteste Jahreszahl  ist 1540? erkennbar, als jüngste 1713.